# The Leaves
The Leaves est un groupe américain de rock, originaire de la vallée de San Fernando, en Californie. Il est formé en 1964, et principalement connu pour sa version de la chanson Hey Joe. Le groupe se sépare en 1967 avant de se reformer brièvement entre 1970 et 1971.

## Biographie
Le groupe est formé en 1964, et se compose à l'origine de Jim Pons (basse), John Beck (chant), Bill Rinehart (guitare), Robert Lee Reiner (guitare) et Tom Ray (batterie) ; au début de 1965, Kern est remplacé par le batteur Tom Ray. Ils commencent à jouer de la surf music et dans des clubs de dance. Leur premier concert se fera avec Captain Beefheart and His Magic Band. En 1965, The Byrds partent du Ciro's à Sunset Strip, et The Leaves (tels qu'ils seront désormais connus) sont choisis pour les remplacer. Ils sont découverts par le chanteur Pat Boone, qui leur obtient un contrat avec le label Mira Records. 
Le premier single des Leaves, Too Many People, est un succès dans la région de Los Angeles. Ils publient en novembre 1965 une première version de Hey Joe, mais insatisfaits de cette version, le retirent de la vente. Ils publient une deuxième version au début de 1966, mais qui sera un échec. Au début de 1966, Bill Rinehart quitte le groupe. Il est remplacé par Bob Arlin, et la nouvelle formation enregistre à nouveau Hey Joe. Cette nouvelle version est un hit : 31e place du Billboard, 43e du Cash Box (sorti le 21 mai 1966).
Le groupe participe à plusieurs émissions télévisées – American Bandstand, Shivaree, Shebang – et brièvement au film, The Cool Ones (1967). Un autre album, All the Good That's Happening, est publié avant la séparation du groupe en 1967, lorsque Jim Pons rejoint les Turtles ; au début des années 1970, Pons joue de la basse avec Frank Zappa. Arlin formera le groupe de heavy psychédélique The Hook et The Robert Savage Group. Le groupe se réunit en 1970 avant l'arrivée de Pons au sein du groupe de Zappa. La formation, à ce moment, comprend Jim Pons à la guitare rythmique, John Beck à la guitare solo, Buddy Sklar (chanteur des Hook et The Spencer Davis Group), Al Nichols à la basse (Turtles), et Bob « Bullet » Bailey à la batterie. Le groupe tourne quelque temps à Los Angeles avant de se séparer de nouveau en 1971.

## Membres

### Années 1960
- Jim Pons – basse, chant, contrebasse
- John Beck – chant, tambourine, harmonica
- Bill Rinehart – guitare solo (remplacé par Bobby Arlin)
- Tom Ray – batterie
- Robert Lee Reiner – guitare rythmique

### Années 1970
- Jim Pons – guitare rythmique
- John Beck – guitare solo
- Buddy Sklar – chant
- Al Nichol – basse
- Bob « Bullet » Bailey – batterie

## Discographie

### Albums studio
- 1966 : Hey Joe (Mira)
- 1967 : All The Good That's Happening (Capitol)
- 1982 : The Leaves 1966 (Panda)

### Singles
- 1965 : Love Minus Zero / Too Many People
- 1965 : Hey Joe, Where You Gonna Go / Be with You
- 1966 : You Better Move on / A Different Story
- 1966 : Be with You / Funny Little Word
- 1966 : Hey Joe / Girl from the East
- 1966 : Hey Joe / Funny Little World
- 1966 : Too Many People / Girl from the East
- 1966 : Get out of My Life Woman / Girl from the East
- 1967 : Be with You / You Better Move On
- 1967 : Lemmon Princess / Twilight Sanctuary